# Mala Slatina
Sllatinë e Vogël en albanais et Mala Slatina en serbe latin (en serbe cyrillique : Мала Слатина) est une localité du Kosovo située dans la commune/municipalité de Fushë Kosovë/Kosovo Polje, district de Pristina (Kosovo) ou district de Kosovo (Serbie). Selon le recensement kosovar de 2011, elle compte 598 habitants, dont 596 Albanais.

## Démographie

### Évolution historique de la population dans la localité
| 1948 | 1953 | 1961 | 1971 | 1981 | 1991 | 2011 |
| ---- | ---- | ---- | ---- | ---- | ---- | ---- |
| 125  | 164  | 204  | 302  | 478  | 541  | 598  |

|  |